# Lijst van coaches van het Duits voetbalelftal

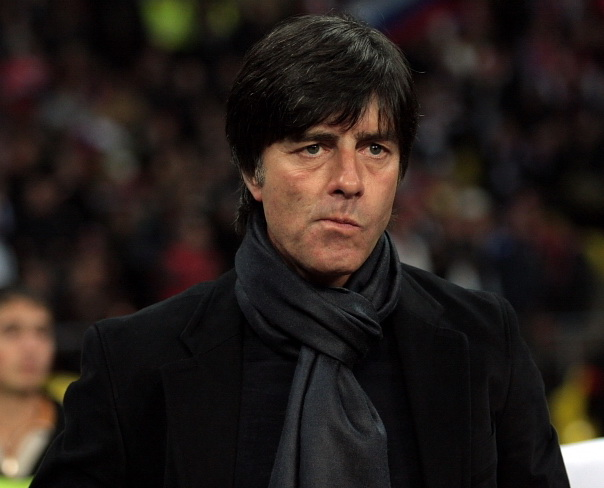
Joachim Löw, de voormalige bondscoach van het Duits voetbalelftal

Dit is een lijst van coaches van het Duits voetbalelftal.

## Bundestrainer
Bundestrainer (in het Nederlands:Bondscoach) is de gebruikelijke naam voor de hoofdcoach van het Duits voetbalelftal. Voor 1942 was dat Reichstrainer.
Voor de eerste bondscoach in 1928 aantrad, besliste een commissie over de opstelling en de aanvoerder over de tactiek.
Volgens de statuten van de Duitse voetbalbond moet de bondscoach over een licentie als voetbaltrainer beschikken. Omdat Franz Beckenbauer en Rudi Völler niet over deze licentie beschikten werd de naam Teamchef geïntroduceerd. Hun assistenten dienden dan als eigenlijke bondscoach.
Van alle bondscoaches waren alleen Otto Nerz, Erich Ribbeck en Joachim Löw geen spelers van de Duitse nationale ploeg. Berti Vogts is met 198 wedstrijden als speler en trainer degene met de meeste interlands op zijn naam.
- Bijgewerkt tot en met de wedstrijd tegen  NED op 26 maart 2024

| Nr. | Naam                                                                                               | Periode                               | Aantal wedstrijden | Gewonnen | Gelijkspel | Verloren | Doelpunten  | Doelsaldo | Bijzonderheden |
| --- | -------------------------------------------------------------------------------------------------- | ------------------------------------- | ------------------ | -------- | ---------- | -------- | ----------- | --------- | --- |
|     | Geen bondscoach                                                                                    | 5 april 1908 – 20 juni 1926           | 058                | 016      | 012        | 030      | 0119 : 0146 | −027      | |
| 1.  | Otto Nerz †                                                                                        | 31 oktober 1926 – 7 augustus 1936     | 070                | 042      | 010        | 018      | 0192 : 0113 | +079      | Derde WK 1934 |
| 2.  | Sepp Herberger †                                                                                   | 13 september 1936 – 22 november 1942  | 070                | 042      | 013        | 015      | 0216 : 0104 | +0112     | |
| 3.  | Sepp Herberger †                                                                                   | 22 november 1950 – 7 juni 1964        | 097                | 052      | 014        | 031      | 0219 : 0146 | +073      | Wereldkampioen 1954, Vierde WK 1958                                                                                                  |
| 4.  | Helmut Schön †                                                                                     | 4 november 1964 – 21 juni 1978        | 139                | 087      | 031        | 021      | 0292 : 0107 | +0185     | Tweede WK 1966, Derde WK 1970, Europees kampioen 1972, Wereldkampioen 1974, Tweede EK 1976                                           |
| 5.  | Jupp Derwall †                                                                                     | 11 oktober 1978 – 20 juni 1984        | 067                | 044      | 012        | 011      | 0144 : 060  | +084      | Europees kampioen 1980, Tweede WK 1982                                                                                               |
| 6.  | Franz Beckenbauer (Teamchef); Horst Köppel 1984 − 1987 Holger Osieck 1987 − 1990 (Licentiehouders) | 12 september 1984 – 8 juli 1990       | 066                | 034      | 020        | 012      | 0107 : 061  | +046      | Tweede WK 1986, Wereldkampioen 1990                                                                                                  |
| 7.  | Berti Vogts                                                                                        | 29 augustus 1990 – 5 september 1998   | 102                | 066      | 024        | 012      | 0206 : 086  | +0120     | Tweede EK 1992, Europees kampioen 1996                                                                                               |
| 8.  | Erich Ribbeck                                                                                      | 10 oktober 1998 – 20 juni 2000        | 024                | 010      | 06         | 08       | 042 : 031   | +011      | |
| 9.  | Rudi Völler (Teamchef); Michael Skibbe (Licentiehouder)                                            | 16 augustus 2000 – 24 juni 2004       | 053                | 029      | 011        | 013      | 0109 : 057  | +052      | Tweede WK 2002 |
| 10. | Jürgen Klinsmann                                                                                   | 26 juli 2004 – 8 juli 2006            | 034                | 020      | 08         | 06       | 081 : 043   | +038      | Derde FIFA Confederations Cup 2005, Derde WK 2006                                                                                    |
| 11. | Joachim Löw                                                                                        | 16 augustus 2006 - 30 juni 2021       | 175                | 113      | 033        | 029      | 0415 : 0166 | +0249     | Tweede EK 2008, Derde WK 2010, Halve finale EK 2012, Wereldkampioen 2014, Halve finale EK 2016, Winnaar FIFA Confederations Cup 2017 |
| 12. | Hansi Flick                                                                                        | 1 juli 2021 - 9 september 2023        | 025                | 012      | 07         | 06       | 060 : 030   | + 030     | |
| 13. | Rudi Völler                                                                                        | 12 september 2023 - 12 september 2023 | 01                 | 01       | 0          | 0        | 02 : 01     | + 01      | |
| 14. | Julian Nagelsmann                                                                                  | 14 oktober 2023 -                     | 06                 | 03       | 01         | 02       | 011 : 09    | + 02      | |

Betaald voetbal: Bundesliga · 2. Bundesliga · 3. Liga · Regionalliga Nord · Regionalliga Nordost · Regionalliga West ·  Regionalliga Südwest · Regionalliga Bayern

Bekervoetbal: DFB-Pokal · Ligapokal · DFB-Supercup · DFB Hallen Pokal

Amateurvoetbal · Duitse voetbalbond · Nationaal elftal · Bondscoaches
DFB · A-internationals · Bondscoaches · Duits vrouwenelftal · Olympisch elftal · Duitsland U21 · Duitsland U20 · Duitsland U19 · Duitsland U18 · Duitsland U17 · Duitsland U16 · Vrouwen U17
1905 – 1919 · 
1920 – 1929 · 
1930 – 1939 · 
1940 – 1949 · 
1950 – 1959 · 
1960 – 1969 · 
1970 – 1979 · 
1980 – 1989 · 
1990 – 1999 · 
2000 – 2009 · 
2010 – 2019 · 
2020 – 2029
EK's: 1972 · 
1976 · 
1980 · 
1984 · 
1988 · 
1992 · 
1996 · 
2000 · 
2004 · 
2008 · 
2012 · 
2016 · 
2020 · 
2024
CC: 1999 · 
2005 · 
2017
WK's: 1934 ·
1938 · 
1954 · 
1958 · 
1962 · 
1966 · 
1970 · 
1974 · 
1978 · 
1982 · 
1986 · 
1990 · 
1994 · 
1998 · 
2002 · 
2006 · 
2010 · 
2014 · 
2018 · 
2022
OS: 1912 ·
1928 ·
1936 ·
2016 ·
2020
Albanië ·
Algerije ·
Argentinië ·
Armenië ·
Australië ·
Azerbeidzjan ·
België ·
Bohemen en Moravië ·
Bolivia ·
Bosnië en Herzegovina ·
Brazilië ·
Bulgarije ·
Canada ·
Chili ·
China ·
Colombia ·
Costa Rica ·
Cyprus ·
DDR ·
Denemarken ·
Ecuador ·
Egypte ·
Engeland ·
Estland ·
Faeröer ·
Finland ·
Frankrijk ·
Georgië ·
Ghana ·
Gibraltar ·
GOS ·
Griekenland ·
Hongarije ·
Ierland ·
IJsland ·
Iran ·
Israël ·
Italië ·
Ivoorkust ·
Japan ·
Joegoslavië ·
Kameroen ·
Kazachstan ·
Koeweit ·
Kroatië ·
Letland ·
Liechtenstein ·
Litouwen ·
Luxemburg ·
Malta ·
Marokko ·
Mexico ·
Moldavië ·
Nederland ·
Nieuw-Zeeland ·
Nigeria ·
Noord-Ierland ·
Noord-Macedonië ·
Noorwegen ·
Oekraïne ·
Oman ·
Oostenrijk ·
Paraguay ·
Peru ·
Polen ·
Portugal ·
Roemenië ·
Rusland ·
Saarland ·
San Marino ·
Saoedi-Arabië ·
Schotland ·
Servië ·
Servië en Montenegro · 
Slovenië ·
Slowakije ·
Sovjet-Unie ·
Spanje ·
Thailand ·
Tsjechië ·
Tsjecho-Slowakije ·
Tunesië ·
Turkije ·
Uruguay ·
Verenigde Arabische Emiraten ·
Verenigde Staten ·
Wales ·
Wit-Rusland ·
Zuid-Afrika ·
Zuid-Korea ·
Zweden ·
Zwitserland
Algerije (1982) · 
Algerije (2014) · 
Argentinië (1986) ·
Argentinië (1990) ·
Argentinië (2006) ·
Argentinië (2014) · 
Australië (2010) ·
België (1980) · 
Brazilië (2002) ·
Brazilië (2014) · 
Chili (1982) ·
Costa Rica (2006) ·
Denemarken (1992) ·
Denemarken (2012) · 
Ecuador (2006) ·
Engeland (1966) ·
Engeland (1982) ·
Engeland (2010) ·
Engeland (2021) ·
Frankrijk (2014) · 
Frankrijk (2021) · 
Ghana (2014) ·
Griekenland (2012) · 
Hongarije (1954, 2) ·
Hongarije (2021) ·
Italië (1982) ·
Italië (2006) ·
Italië (2012) · 
Japan (2022) · 
Kroatië (2008) ·
Mexico (2018) ·
Nederland (1974) ·
Nederland (2012) ·
Oekraïne (2016) ·
Oostenrijk (1982) ·
Oostenrijk (2008) ·
Polen (2006) ·
Polen (2008) ·
Polen (2016) ·
Portugal (2006) ·
Portugal (2008) ·
Portugal (2012) ·
Portugal (2014) ·
Portugal (2021) ·
Servië (2010) ·
Sovjet-Unie (1972) · 
Spanje (1982) ·
Spanje (2008) ·
Spanje (2022) ·
Tsjechië (1996, 2) · 
Tsjecho-Slowakije (1976) ·
Turkije (2008) ·
Verenigde Staten (2014) ·
Zuid-Korea (2018) ·
Zweden (2006)